# Diecéze íránská

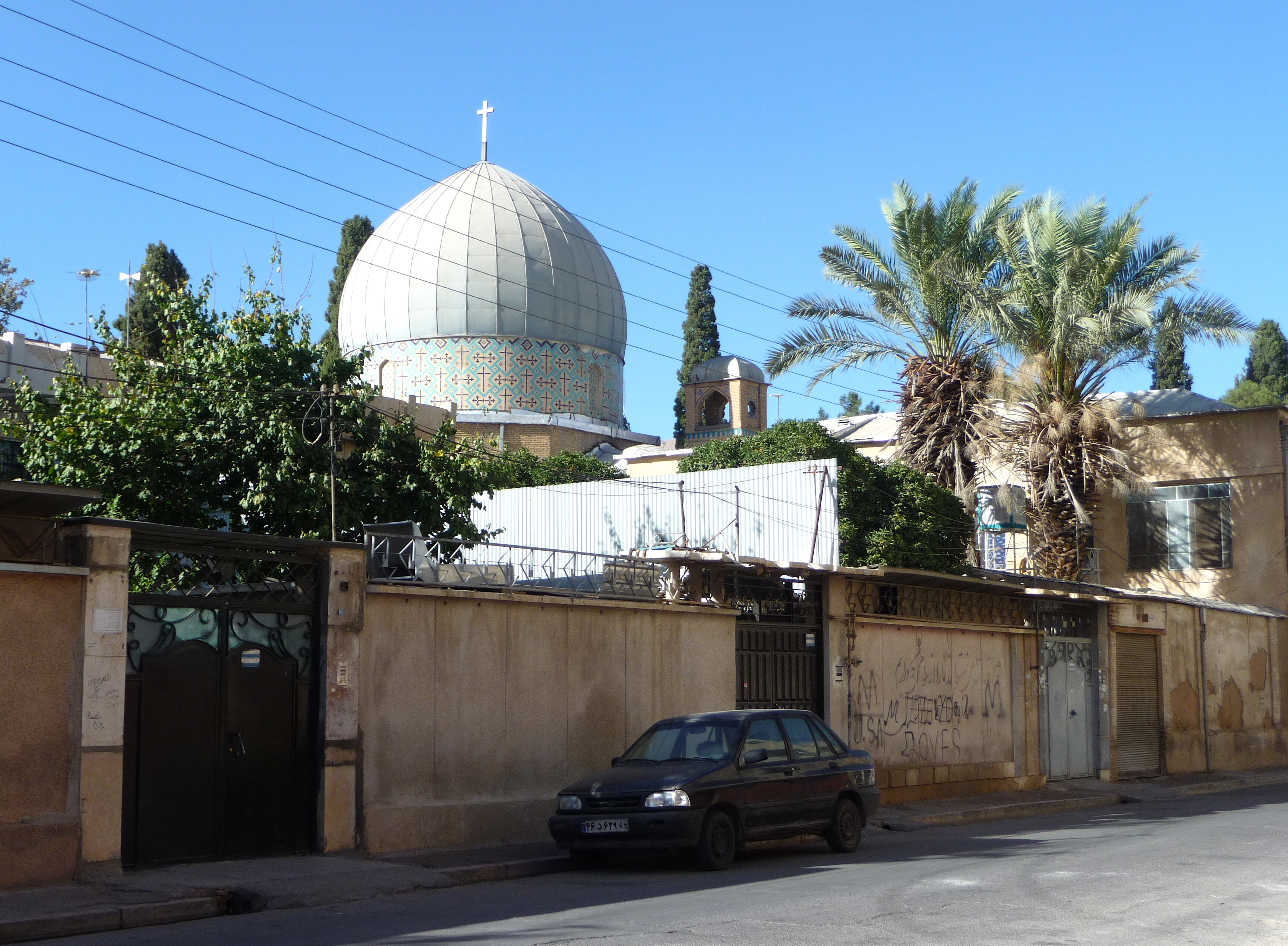
Anglikánský kostel sv. Šimona Horlivce v Šírázu

Íránská diecéze (anglicky Diocese of Iran) je jedna ze čtyř diecézí provincie anglikánské Episkopální církve v Jeruzalémě a Svaté zemi. Byla ustavena jako Perská diecéze v roce 1912 a v roce 1957 byla včleněna do Jeruzalémského arcibiskupství. Titul diecézního biskupa je biskup v Íránu (Bishop in Iran). Diecézním kostelem je kostel sv. Pavla v Teheránu.